# 沈振亚
沈振亚（1892年－1948年，一说1975年），中华民国军事人物，少将军衔。别号东平，浙江余姚人。

## 生平
生于大清余姚县黄家埠镇五车堰。有兄沈振华，黄埔军校二期毕业，也是民国高级军事将领。
早年毕业于保定陆军军官学校第三期骑兵科。赴日本留学，先后毕业于日本东京振武学校、步兵学校。
赴广州支持孙中山二次革命，先后担任孙中山广州大本营军政部陆军讲武学校教官、训练副官。
1925年，入读黄埔军校第五期，并担任入伍生团第一团第一营营长。
国民革命军北伐后，出任中央军校第三分校（长沙分校）步兵大队大队长，上校军衔。
北伐胜利后，于1929年出任国民政府军事委员会南昌行营陆军整理处委员、军事参议院参议。
1944年10月，授予少将军衔。1946年，出任第三战区兵站参谋长。
1946年7月，退役。